# Jaz Sinclair

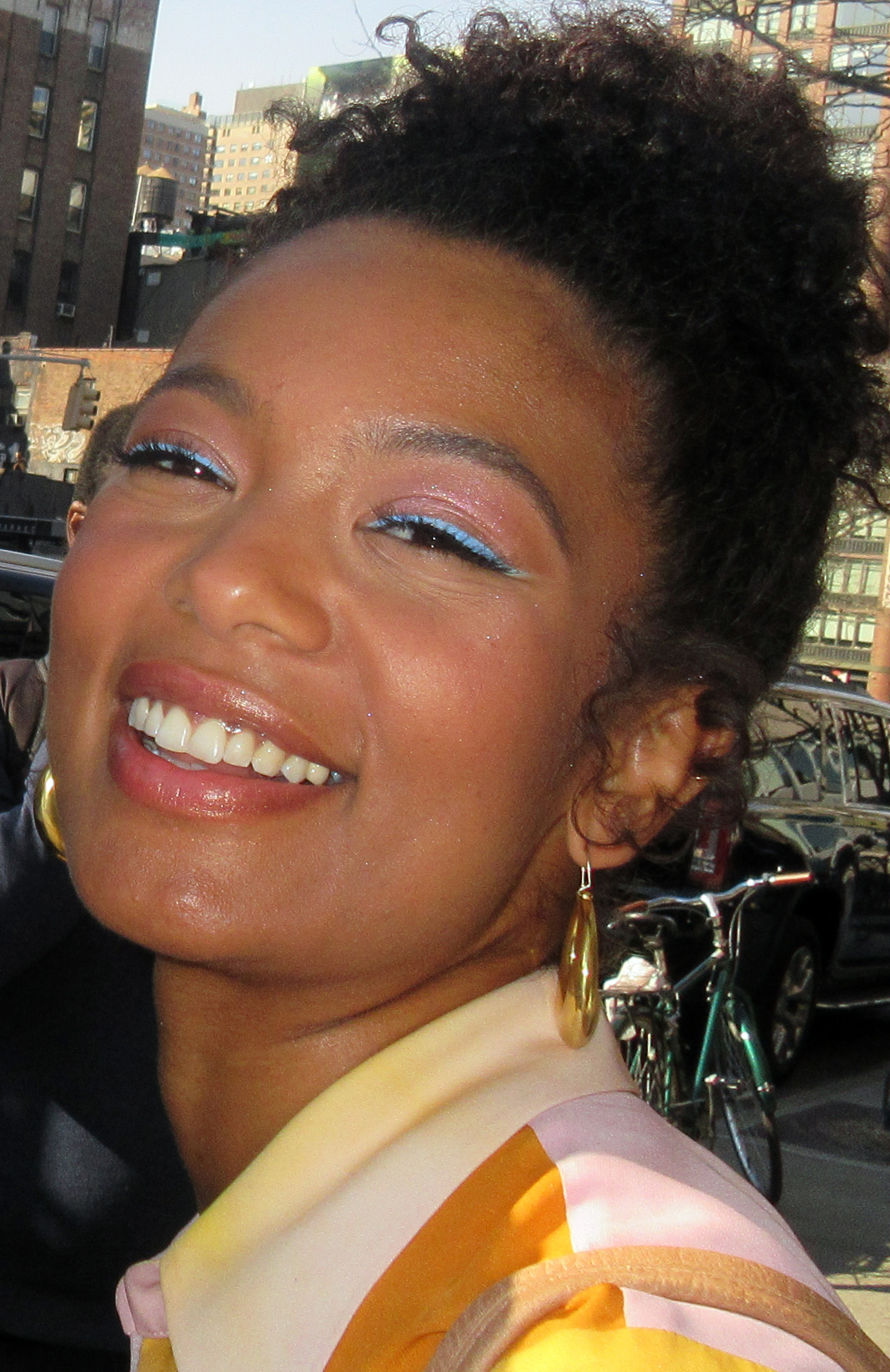
Jaz Sinclair (2019)

Jaz Sinclair, auch Jasmine Sabino (* 22. Juli 1994 in Dallas, Texas), ist eine US-amerikanische Schauspielerin.

## Leben und Karriere
Jaz Sinclair begann ihre Darstellerlaufbahn als junge Schauspielerin mit Auftritten in Kurzfilmen und einer kleinen Nebenrolle in Maurice Durhams Sportlerdrama A Race Against Time: The Sharla Butler Story (2011), bevor sie im Fernsehen 2014 und 2015 in Episoden der Serien Revolution und Rizzoli & Isles mitwirkte. 2015 sah man sie in der Rolle der Angela in dem romantischen Kinodrama Margos Spuren neben den Schauspielkollegen Nat Wolff, Cara Delevingne und Austin Abrams unter der Regie von Jake Schreier. 2016 spielte sie in Jon Cassars Thriller When the Bough Breaks und 2018 war sie Teil der Crew in dem Horrorfilm Slender Man inszeniert von Regisseur Sylvain White.

## Filmografie (Auswahl)

### Filme
- 2011: A Race Against Time: The Sharla Butler Story
- 2015: Margos Spuren (Paper Towns)
- 2016: When the Bough Breaks
- 2018: Slender Man
- 2022: Please Baby Please

### Serien
- 2014: Revolution (eine Episode)
- 2014–2015: Rizzoli & Isles (3 Episoden)
- 2016–2019: Easy (3 Episoden)
- 2017: Vampire Diaries (The Vampire Diaries, 2 Episoden)
- 2018–2020: Chilling Adventures of Sabrina (36 Episoden)
- 2023: Generation V (Gen V)

### Kurzfilme
- 2009: Into Dust
- 2013: Ordained
- 2017: Think Fast
- 2019: Wingmen
- 2022: Kenzie